# دنطوان تشياباسي
دنطوان تشياباسي (الاسم العلمي:Danthonia chiapasensis) هو نوع من النباتات يتبع جنس الدنطوان من الفصيلة النجيلية.